# ناو آزوف
ناو آزوف (به انگلیسی: Russian cruiser Azov) یک کشتی بود که طول آن ۱۷۳٫۴ متر (۵۶۸٫۹ فوت) بود. این کشتی در سال ۱۹۷۵ ساخته شد.